# Temporada 1966-1967 del Liceu
| Temporada 1966-1967 del Liceu |                         |                                          |                   | |                                    |                                 |
| Òpera                         | Compositor              | Director musical                         | Director d'escena | Papers principals | Producció                          | Dates                           |
| La favorita                   | Gaetano Donizetti       | Ottavio Ziino                            | Renzo Frusca      | Jaume Aragall, Fiorenza Cossotto, Manuel Ausensi, Ivo Vinco, Gabriele De Julis, Rosario Granados                                                                           |                                    | 10, 13, 15 novembre             |
| Turandot                      | Giacomo Puccini         | Elio Boncompagni                         | Renzo Frusca      | Maria Alpar, Francisco Lázaro, Dídac Monjo, Ernesto Vezzosi, Bartomeu Bardagí, Gabriele De Julis, Joan Rico                                                                |                                    | 12, 17, 20 de novembre          |
| Norma                         | Vincenzo Bellini        | Ottavio Ziino                            | Renzo Frusca      | Radmila Bakočević, Fiorenza Cossotto, Charles Craig, Ivo Vinco, Pilar Torres, Gabriele de Julis                                                                            |                                    | 19 de novembre                  |
| Faust                         | Charles Gounod          | Ottavio Ziino                            | Frans Boerlage    | Ivan Petrov, Lydia Marimpietri, Angelo Mori, Piero Francia, Ana Ricci |                                    | 24 de novembre al 5 de desembre |
| La bohème                     | Ruggero Leoncavallo     | Alberto Zedda                            | Franco Rossellini | Nedda Casei, Doro Antonioli, Gian-Luigi Colmagro, Orazio Gualtieri, Antonietta Medici                                                                                      | Companyia del Festival de San Remo | 1 al 6 de desembre              |
| Carmen                        | Georges Bizet           | Ottavio Ziino/Carlo Felice Cillario      | Peter Busse       | Pedro Lavirgen, Grace Bumbry, Maria del Carme Bustamante, Piero Francia, Enrico Fissore                                                                                    |                                    | 2 de desembre                   |
| El cavaller de la rosa        | Richard Strauss         | Richard Kraus                            |                   | Elisabeth Schwarzkopf, Dagmar Naaf, Karl Ch. Kohn, Gertrud Freedman, Coby Engels, Cristina Deutekom                                                                        |                                    | 11 al 15 de desembre            |
| Rigoletto                     | Giuseppe Verdi          | Franco Ferraris                          | Enrico Frigerio   | Jaume Aragall, Manuel Ausensi, Suna Korat, Montserrat Aparici, Enrico Fissore                                                                                              |                                    | 16, 18, 20 i 25 de desembre     |
| Fidelio                       | Ludwig van Beethoven    | Georges Sebastian                        | Manfred Hubricht  | Hans Hopf, Cristina Deutekom, Gerry de Groot, Heiner Horn, Mark Elyn, Wilfrid Jochims                                                                                      | Teatre de l'Òpera de Frankfurt     | 23 al 30 de desembre            |
| Otello                        | Giuseppe Verdi          | Cario F. Cillario                        | Enrico Frierio    | Nikola Nikolov, Orietta Moscucci, Luigi Quilico |                                    | 29 de desembre                  |
| Der fliegende Holländer       | Richard Wagner          | Oscar Danon                              | Manfred Hubricht  | Anja Silja, Howard Vandenburg, Fritz Uhl, Mark Elyn, Henny Ekstroem |                                    | 4, 8 i 10 de gener              |
| Idomeneo                      | Wolfgang Amadeus Mozart | Mladen Basic                             |                   | Jacob Soltermann, Karin Hurdström, Andrej Kueliarsky, Margaret Nessel, Robert Granzer, Kurt Kessler                                                                        | Teatre de l'Òpera de Salzburg      | 7 al 15 de gener                |
| Manon                         | Jules Massenet          | Jesus Etcheverry                         | Gabriel Couret    | Victòria dels Àngels, Franco Bonissolli, Jean Pierre-Laffage, Guy Godin, Pierre Savignol, Armelle Rioual, Jacqueline Eobert, Collette Gerardin, Dídac Monjo                |                                    | 14 al 22 de gener               |
| Don Giovanni                  | Wolfgang Amadeus Mozart | Gustav König (19) / Rainer Koch (21, 25) | Gunther Roth      | Dan Richarson (19, 25) / Leonard Delany (21), Hans Nowack, Jean Cook (19, 21) / Sonja Poot (25), William Holley, Käthe Graus, Bodo Schwanbech, Willy Gesell, Doris Herbert | Teatre de l'Òpera d'Essen          | 19 de gener                     |
| Els mestres cantaires         | Richard Wagner          | Güstav Konig                             |                   | Hans Nowack, Jean Cook, Herbert Grabe, Herald Adler | Teatre de l'Òpera d'Essen          | 24 de gener                     |
| María del Carmen              | Enric Granados          | Joan Pich i Santasusana                  | Dídac Monjo       | Montserrat Aparici, Pedro Lavirgen, Maria del Carme Bustamante, Joan Sabaté                                                                                                |                                    | 28 de gener                     |